# The Lollipop Cover
The Lollipop Cover è un film statunitense del 1965, diretto da Everett Chambers, con Don Gordon.

## Trama
Nick decide di mettere fine alla propria poco gratificante attività di pugile per dedicarsi a qualche occupazione più tranquilla. Egli si reca quindi a casa di sua sorella, che si è da poco tolta la vita in seguito ad una delusione amorosa, per recuperare i risparmi che le aveva affidato. Qui apprende dalla padrona di casa, custode degli averi della suicida, che la sorella aveva a sua volta consegnato la ragguardevole somma al fidanzato Nestor, prima che si lasciassero (evento che aveva provocato la tragica morte di lei). Risalito all’attuale indirizzo di Nestor, Nick inizia un viaggio in autostop per raggiungere l’uomo a Los Angeles e recuperare il denaro.
Il giorno della partenza Nick incontra sulla spiaggia oceanica una bambina che gli chiede se per caso avesse visto un foglio di carta colorata che aveva perso nelle vicinanze. La bambina si mette a seguire Nick, con suo iniziale disappunto. Si apprende che la bambina, di nome Felicity, è orfana di madre ed è stata abbandonata dal padre, dedito all’alcool. I due continuano assieme il viaggio.
Giunti a Los Angeles, Felicity incontra casualmente il padre, molto in male arnese, che praticamente la ripudia. La piccola si fa comprare un lecca lecca, lo scarta, lo butta via, e si mette davanti agli occhi l’involucro di plastica colorata che lo rivestiva, attraverso il quale comincia, da allora, a guardare il mondo, in particolare la spiaggia. La bambina vuole far provare l’esperienza che ritiene importante anche a Nick, che tuttavia non riesce a vedere, al di là dell’involucro, altro che la consueta prosaica realtà, solo colorata.
Viene rintracciata una zia di Felicity abitante nelle vicinanze, che accetta, senza particolare entusiasmo, di accogliere la bambina. Nick lascia dunque Felicity, delusa, alla fermata dell’autobus che la porterà dalla parente, mentre egli va alla ricerca dell’ex-fidanzato della sorella.
Nestor confessa di aver speso tutto il denaro affidatogli, e comincia a raccontare all’inizialmente furioso Nick la triste storia della propria tossicodipendenza e del rapporto con la sfortunata sorella di lui. Mentre Nestor racconta, Nick estrae dalle tasche, dove Felicity l’aveva lasciato, l’involucro colorato del lecca lecca, e si mette ad osservare Nestor attraverso di esso.
Nick esce da casa di Nestor, fa in tempo a ritrovare alla fermata dell’autobus Felicity, e le propone di cercare con lei, per la loro futura vita in comune, una casa, dalla quale magari osservare l’oceano dal loro particolare punto di vista, ora finalmente condiviso.